# Kawie Góry
Kawie Góry – osiedle położone w północnej części Częstochowy, będące częścią dzielnicy Północ i graniczące z Rząsawą, Kiedrzynem, a także Laskiem Aniołowskim oraz trasą szybkiego ruchu DK-91. Występuje wyłącznie zabudowa jednorodzinna. Główne arterie osiedla to ulica K. Makuszyńskiego i północna część ulicy św. Brata Alberta. Leży ono na terenach, które zostały w 1977 roku przyłączone do Częstochowy.
Od 1 stycznia 2010 roku osiedle było obsługiwane przez linię 37, a od 1 stycznia 2012 roku jest skomunikowane z centrum miasta oraz dzielnicą Wyczerpy linią autobusową 25.
Nazwa osiedla pochodzi od wzgórz Góry Kawie.